# Панов, Николай Иванович (правовед)
Николай Иванович Панов (укр. Микола Іванович Панов; 7 августа 1940, село Берека, Первомайский район, Харьковская область, Украинская ССР — 12 апреля 2023) — советский и украинский учёный-правовед. Доктор юридических наук (1987), профессор (1989), академик Национальной академии правовых наук Украины (2000).
В молодости занимался боксом, стал мастером спорта СССР (1965). Начиная с 1966 года Н. И. Панов работает в Национальном юридическом университете имени Ярослава Мудрого, был проректором по научной работе (1987—2007) и заведующим кафедрой уголовного права № 2 (1999—2020). Старший советник юстиции.
Заслуженный деятель науки и техники Украины (1995) и лауреат Государственной премии Украины в области науки и техники (2006). Участник разработки проекта Конституции Украины, Уголовного кодекса Украины и ряда прочих законов Украины.

## Биография
Николай Панов родился 7 августа 1940 года в селе Берека Первомайского района Харьковской области Украинской ССР. В школьные годы увлекался несколькими легкоатлетическими и гимнастическими спортивными дисциплинами, такими как: бег на 1500 метров, бег на 3000 метров, акробатика. Имел второй взрослый разряд по бегу на 1500 метров, выигрывал районные турниры по лёгкой атлетике и участвовал в областных.
В 1959 году Николай Иванович окончил школу и начал трудиться на заводе «Свет шахтёра», который находится рядом с Харьковом, параллельно стал заниматься боксом под руководством тренера С. Е. Донде, выступал за спортивное общество «Локомотив». Однако уже через несколько месяцев Николай Панов был призван на срочную службу в Советскую армию, и в период службы начал тренировался у Г. Н. Ешко. За время службы в армии Н. И. Панов становился чемпионом по боксу своей воинской части и призёром первенств Киевского военного округа, выполнил 1-й спортивный разряд. После демобилизации в 1962 году Николай Иванович поступил в Харьковский юридический институт и продолжил занятия боксом у Семёна Донде, в 1964 году он выиграл бронзовую медаль во втором среднем весе на чемпионате Украинской ССР и был включён состав республиканской сборной, а в 1965 году ему было присвоено спортивное звание мастера спорта СССР.
В 1965 году Николай Иванович начал работать на должности следователя в прокуратуре Чугуевского района Харьковской области и оставил занятия боксом, а в 1966 году «с отличием» окончил Харьковский юридический институт им. Ф. Э. Дзержинского. Продолжал работать в органах прокуратуры до 1970 года, а затем поступил на аспирантуру в свою альма-матер, которую окончил в 1972 году.
Окончив аспирантуру Николай Иванович начал работать в Харьковском юридическом институте им. Ф. Э. Дзержинского, где последовательно занимал научно-преподавательские должности: ассистента, старшего преподавателя, доцента, старшего научного сотрудника и профессора. Помимо научно-преподавательской работы Н. И. Панов занимался и административной работой, с 1974 по 1981 год он был заместителем декана заочного факультета М. П. Диденко, а в 1987—2007 годах занимал должность проректора по научной работе.
Помимо работы в Национальной юридической академии Украины, в 1990-х годах занимался работой в экспертном совете по юридическим и политическим науками Высшая аттестационная комиссия Украины, в состав которой вошёл в 1992 году, а в 1997—2000 годах был заместителем председателя этого совета. Также с 1996 по 2000 год Николай Иванович возглавлял экспертный совет по юридическим наукам Министерства образования и науки Украины.
Заведующий кафедрой уголовного права № 2.
21 декабря 1999 года был основан Клуб бокса и кикбоксинга «Юридическая академия» Национального юридического университета имени Ярослава Мудрого, президентом которого был избран Николай Иванович Панов (по состоянию на 2014 год продолжал оставаться президентом Клуба).
Умер 12 апреля 2023 года в Харькове на 83-м году жизни.

## Научная деятельность

### Некоторые труды
- Бачинін В. А., Журавський В. С., Панов М. І. Філософія права: Підручник для юрид. спец-тей вищих навч. закладів (укр.). — Киев: Видавничий Дім «Ін Юре», 2003. — 472 с. — 10 000 экз. — ISBN 966-313-014-8.

## Награды
Николай Иванович Панов удостоен следующих государственных, региональных, ведомственных, научных и спортивных наград, премий, званий и отличий:
- Орден «За заслуги» III степени (Указ Президента Украины № 1009/2002 от 13 ноября 2002) — «за весомый личностный вклад в подготовку высококвалифицированных юридических специалистов, многолетнюю плодотворную научную и педагогическую деятельность»[15];
- Государственная премия Украины в области науки и техники (Указ Президента Украина № 1103/2006 от 20 декабря 2006) — «за учебники: „Уголовное право Украины: Общая часть“ — К.: Юринком Интер; Х.: Право, 2001. — 416 с.; „Уголовное право Украины: Общая часть“ — 2-е изд., перероб. и доп. — К.: Юринком Интер, 2004. — 480 с.; „Уголовное право Украины: Особенная часть“ — К.: Юринком Интер; Х.: Право, 2001—496 с; „Уголовное право Украины: Особенная часть“. — 2-е изд., перероб. и доп. — К.: Юринком Интер, 2004. — 544 с.»[16];
- Почётное звание «Заслуженный деятель науки и техники Украины» (Указ Президента Украины № 122/95 от 14 февраля 1995) — «за значительный личный вклад в развитие правовых основ украинской государственности, подготовку высококвалифицированных юридических кадров»[17];
- Почётная грамота Харьковской областной государственной администрации (Распоряжение Председателя Харьковской областной государственной администрации № 553 от 14 октября 2014) — «за весомый личный вклад в развитие правового государства, защиту конституционных прав и свобод граждан, укрепление законности и правопорядка, высокий профессионализм и по случаю Дня юриста»[18];
- Стипендиат стипендии имени Василия Филипповича Маслова Харьковской областной государственной администрации (2017)[19];
- Почётный гражданин Харьковской области (Решение Харьковского областного совета от 23 сентября 2021)[20];
- Почётное звание «Почётный гражданин Первомайского района Харьковской области» (2001);
- Почётное звание «Почётный города Первомайский» (2004);
- Премия имени Ярослава Мудрого (2002);
- Почётное звание «Заслуженный профессор Национальной юридической академии Украины имени Ярослава Мудрого» (2009);
- Нагрудный знак «Почётный работник прокуратуры Украины» (2005);
- Благодарность Генерального прокурора Украины (2012)[21];
- Классный чин «старший советник юстиции»;
- Спортивное звание «Мастер спорта СССР по боксу» (1965)[5];
- Победитель XIX областного конкурса «Высшая школа Харьковщины — лучшие имена», номинация «Заведующий кафедрой» (2017)[22];
- Благодарность Генерального прокурора Украины (20 ноября 2012)[23].